# Comisoaia, Buzău
Comisoaia este un sat în comuna Zărnești din județul Buzău, Muntenia, România. Din localitate a mai rămas o singură clădire abandonată în punctul denumit Crucea Comisoaiei.